# 2012-es magyar tekebajnokság
A 2012-es magyar tekebajnokság a hetvennegyedik magyar bajnokság volt. A bajnokságot május 19. és 20. között rendezték meg, a férfiakét Andráshidán, a nőkét Szegeden.

## Eredmények
| Versenyszám            | Arany                               | Arany | Ezüst                                                   | Ezüst | Bronz                                                   | Bronz |
| ---------------------- | ----------------------------------- | ----- | ------------------------------------------------------- | ----- | ------------------------------------------------------- | ----- |
| Férfi napi egyéni      | Zapletán Zsombor KK Neumarkt        | 638   | Kiss Tamás Zalaegerszegi TK                             | 622   | Karsai László Szegedi TE                                | 616   |
| Férfi páros            | Fehér Béla, Bíró Ervin Szolnoki MÁV | 1239  | Karsai László, Zapletán Zsombor Szegedi TE, KK Neumarkt | 1234  | Pete László, Hergéth Zoltán BKV Előre, Victoria Bamberg | 1224  |
| Férfi összetett egyéni | Zapletán Zsombor KK Neumarkt        | 1255  | Kiss Tamás Zalaegerszegi TK                             | 1245  | Fehér Béla Szolnoki MÁV                                 | 1243  |
| Női napi egyéni        | Csurgai Anita Zalaegerszegi TE-ZÁÉV | 563   | Tímár Edina BKV Előre                                   | 563   | Fodor Annamária Rákoshegyi VSE                          | 561   |
| Női páros              | Tímár Edina, Méhész Anita BKV Előre | 1179  | Fegyveres Petra, Csongrádi Gyöngyi Ferencvárosi TC      | 1119  | Csurgai Anita, Molnár Anikó Zalaegerszegi TE-ZÁÉV       | 1118  |
| Női összetett egyéni   | Méhész Anita BKV Előre              | 1157  | Csurgai Anita Zalaegerszegi TE-ZÁÉV                     | 1143  | Tímár Edina BKV Előre                                   | 1143  |